# Phường 13, Gò Vấp
Phường 13 là một phường thuộc quận Gò Vấp, Thành phố Hồ Chí Minh, Việt Nam.
Phường 13 có diện tích 0,86 km², dân số năm 2021 là 22.512 người,  mật độ dân số đạt 26.176 người/km².